# Pirarubicina
La pirarubicina (chiamata anche 4'-O-tetraidropiraniladriamicina)è un antineoplastico, appartenente alla classe delle antracicline, con struttura ed azione simili a quelle della doxorubicina. Il farmaco inibisce la sintesi del DNA e del RNA. La pirarubicina si intercala nella doppia elica del DNA ed inibisce le polimerasi degli acidi nucleici.

## Farmacocinetica
Dopo somministrazione endovenosa di una singola dose terapeutica si osserva un decremento trifasico della concentrazione plasmatica di pirarubicina. Si osserva infatti una fase iniziale di distribuzione tissutale di 1-5 minuti, quindi una fase intermedia di 20-30 minuti ed una fase terminale che può variare da 13 a 23 ore.

Il volume apparente di distribuzione nei tessuti è elevato. In particolare nei tessuti tumorali sono state riscontrate concentrazioni più elevate di quelle plasmatiche. L'escrezione della pirarubicina avviene principalmente per via biliare. L'escrezione urinaria è invece modesta: in 48-72 ore viene escreto circa il 5-10% della dose somministrata. Nel plasma e nelle urine si ritrovano una serie di metaboliti: la doxorubicina (in quantità modesta), l'1,3-diidro-derivato, metaboliti glicosidici (THP-adriamicinolo e adriamicinolo, entrambi metaboliti biologicamente attivi) e composti agliconici inattivi.

L'emivita più breve, una maggiore diffusione ed una più elevata concentrazione tissutale distinguono la pirarubicina dalla doxorubicina.

## Tossicità
Nel topo il valore della DL50 è di 27,8 mg/kg dopo somministrazione endovenosa.

## Usi clinici
La pirarubicina è impiegata nel trattamento del cancro della mammella. Il farmaco si è dimostrato particolarmente valido nel cancro metastatico ed in caso di recidive locali. In letteratura esistono anche studi sperimentali nel trattamento della leucemia acuta e dei linfomi.

## Dosi terapeutiche
La pirarubicina viene somministrata per iniezione endovenosa della durata di 5-10 minuti. Nel trattamento del cancro della mammella la dose usuale è di 25–50 mg/m2 ogni 3-4 settimane. È possibile impiegare altri regimi posologici in base alla risposta del paziente. La pirarubicina può essere somministrata anche per via intraarteriosa ed intravescicale.

## Effetti collaterali ed indesiderati
In corso di trattamento sono stati descritti alcuni possibili effetti collaterali, fra questi la granulocitopenia (con recupero nel giro di 3-4 settimane), raramente trombocitopenia, nausea, vomito, stomatite, alopecia reversibile, amenorrea ed azoospermia. Durante l'iniezione endovenosa va prestata attenzione ad evitare lo stravaso della soluzione che può causare necrosi tissutale.

## Controindicazioni
La pirarubicina è controindicata nei soggetti con ipersensibilità nota al principio attivo. È inoltre controindicata in caso di insufficienza cardiaca, gravidanza ed allattamento. Il farmaco non deve essere impiegato nei pazienti che hanno avuto un recente infarto del miocardio e nei soggetti che hanno già sviluppato aritmie ventricolari. In caso di insufficienza epatica (in particolare in caso di disfunzioni nel metabolismo della bilirubina) o renale, esiste il rischio di accumulo di pirarubicina con conseguente aumento della tossicità.
Durante la terapia è necessario un controllo frequente di emocromo e formula leucocitaria.

Data la nota cardiotossicità del farmaco è bene effettuare anche controlli della funzione cardiaca attraverso l'esecuzione periodica di un elettrocardiogramma e se necessario di un ecocardiogramma. Al raggiungimento di dosi cumulative di 600–700 mg/m2 si consiglia un controllo della frazione d'eiezione ventricolare prima di ogni ciclo.

## Sovradosaggio
Il sovradosaggio da pirarubicina si manifesta con un potenziamento degli effetti collaterali; in particolare si può manifestare una grave aplasia midollare.

## Precauzioni d'uso
La pirarubicina non deve essere miscelata, nello stesso set di perfusione, con altri farmaci o soluzioni (in particolare con sodio cloruro col quale formerebbe un gel).